# Fleurey-lès-Faverney
Fleurey-lès-Faverney ist eine französische Gemeinde im Département Haute-Saône in der Region Bourgogne-Franche-Comté. Sie gehört zum Arrondissement Vesoul und zum Gemeindeverband Terres de Saône.

## Geographie
Die Gemeinde Fleurey-lès-Faverney liegt auf einer Höhe von 258 m über dem Meeresspiegel, sieben Kilometer nordnordöstlich von Port-sur-Saône und etwa 15 Kilometer nordnordwestlich der Stadt Vesoul (Luftlinie). Das Dorf erstreckt sich im zentralen Teil des Departements, an erhöhter Lage am Rand des Plateaus südlich der Talniederung der Lanterne und östlich der Saône.
Die Fläche des 11,29 km² großen Gemeindegebiets umfasst einen Abschnitt im Bereich des oberen Saônetals. Der westliche Gemeindeteil wird von der Talebene der Lanterne eingenommen. Die Alluvialniederung liegt durchschnittlich auf 215 m und weist eine Breite von rund drei Kilometern auf. Ehemalige Sand- und Kiesgruben nördlich der Lanterne sind mit Wasser gefüllt und werden für den Wassersport genutzt. Das Gemeindeareal erstreckt sich bis an den Rand des ausgedehnten Forstes Bois des Balières.
Nach Osten leitet eine 30 bis 40 m hohe Geländestufe zum angrenzenden Plateau von Fleurey über, das aus einer Wechsellagerung von sandig-mergeligen und kalkigen Sedimenten der mittleren Jurazeit besteht. Am Hangfuß treten auch ältere Schichten der Lias (Unterjura) hervor. Das Plateau wird durch den Taleinschnitt des Ruisseau de l'Étang unterteilt, der unterhalb von Fleurey in die Lanterne mündet. Den nördlichen Abschluss des Plateaus bilden die Anhöhen von La Roche (314 m) und La Croix d'Argent (326 m), die steil zum Lanterne-Tal abfallen. Auf dem Plateau herrscht landwirtschaftliche Nutzung vor. Weiter nach Osten reicht der Gemeindeboden in die waldigen Höhen des Bois de Breurey, in dem mit 368 m die höchste Erhebung von Fleurey-lès-Faverney erreicht wird.
Nachbargemeinden von Fleurey-lès-Faverney sind Faverney im Norden, Breurey-lès-Faverney und Provenchère im Osten, Villers-sur-Port im Süden sowie Amoncourt und Conflandey im Westen.

## Geschichte
Das Gebiet um Fleurey war bereits in prähistorischer Zeit besiedelt. Erstmals urkundlich erwähnt wird das Dorf im 12. Jahrhundert unter dem Namen Floriacus in der Chronik des Klosters Bèze. Im Mittelalter gehörte Fleurey zur Freigrafschaft Burgund und darin zum Gebiet des Bailliage d’Amont. Die Gerichtsbarkeit über das Dorf hatte das Kloster Faverney inne. Im Jahr 1638 wurde Fleurey von einer Pestepidemie heimgesucht. Zusammen mit der Franche-Comté gelangte das Dorf mit dem Frieden von Nimwegen 1678 definitiv an Frankreich. Im 18. Jahrhundert wurde in der Umgebung Eisenerz abgebaut. Mit der Eröffnung der Trambahn von Faverney nach Amance wurde Fleurey-lès-Faverney 1911 an das Netz des öffentlichen Verkehrs angeschlossen. Der Betrieb der Linie wurde 1938 jedoch wieder eingestellt. Heute ist Fleurey-lès-Faverney Mitglied des Gemeindeverbandes Terres de Saône.

## Bevölkerung
| Jahr                       | 1962 | 1968 | 1975 | 1982 | 1990 | 1999 | 2006 | 2016 | 2022 |
| Einwohner                  | 422  | 431  | 402  | 393  | 411  | 365  | 394  | 462  | 454  |
| Quellen: Cassini und INSEE |      |      |      |      |      |      |      |      |      |

Mit 454 Einwohnern (1. Januar 2022) gehört Fleurey-lès-Faverney zu den kleineren Gemeinden des Départements Haute-Saône. Während des gesamten 20. Jahrhunderts bewegte sich die Einwohnerzahl im Bereich zwischen 310 und 460 Personen und zeigte mehrere Schwankungen.

## Sehenswürdigkeiten
Die Kirche Saint-Maurice wurde um 1740 neu erbaut. Zur Ausstattung aus der Erbauungszeit gehören ein reich skulptierter Holzaltar, Grabplatten und Täfelungen. Aus dem 18. Jahrhundert stammt das Pfarrhaus.
Im Bereich des Dorfes stehen vier Calvaires, darunter der Calvaire de Saint-Roch.
Von einer mittelalterlichen Burg sind nur noch wenige Überreste sichtbar.

Kirche Saint-Maurice
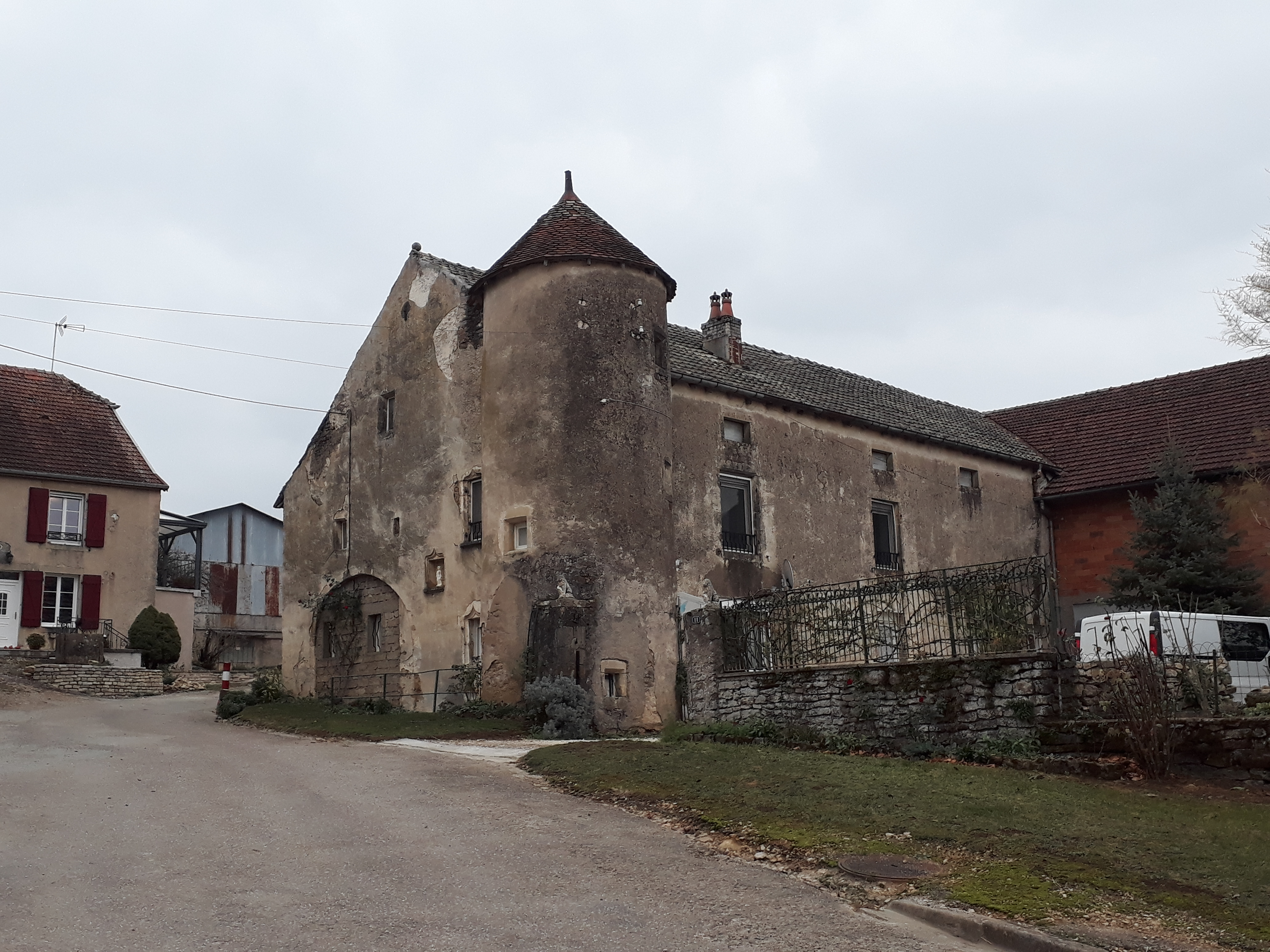
Burgreste

## Wirtschaft und Infrastruktur
Fleurey-lès-Faverney war bis weit ins 20. Jahrhundert hinein ein vorwiegend durch die Landwirtschaft (Ackerbau, Obstbau und Viehzucht) und die Forstwirtschaft geprägtes Dorf. Heute gibt es einige Betriebe des lokalen Kleingewerbes, unter anderem in den Branchen Holzverarbeitung und Baugewerbe. In den letzten Jahrzehnten hat sich das Dorf zu einer Wohngemeinde gewandelt. Viele Erwerbstätige sind deshalb Wegpendler, die in den größeren Ortschaften der Umgebung und in der Agglomeration Vesoul ihrer Arbeit nachgehen.
Die Ortschaft liegt abseits der größeren Durchgangsachsen nahe einer Departementsstraße, die von Vesoul nach Faverney führt. Weitere Straßenverbindungen bestehen mit Amoncourt und Port-d'Atelier-Amance.